# Azabu-Jūban
Azabu-jūban (麻布 十 番) è un distretto del quartiere speciale di  Minato, Tokyo, Giappone. È composto dalle zone 1 e 3. La stazione di Azabu-Jūban si trova in questo quartiere.inoltre si trova in zona residenziale vicino al distretto di Hiroo nel  quartiere speciale di Shibuya